# Jovan Uroš
Jovan Uroš Nemanjić (srpska ćirilica Јован Урош Немањић) bio je vladar Tesalije. Jovan je umro 1422. ili 1423. kao monah.
Jovan je bio sin Simeona Uroša i Tomaide Orsini te unuk kralja Stefana Dečanskog. Simeon bijaše srpski kraljević. Jovan je naslijedio svoga oca kao »car Srba i Grka«, premda je de facto vladao samo Tesalijom. Jovan je abdicirao u korist svoga rođaka Aleksija Angela Filantropena i postao monah.

## Brak
Supruga Jovana Uroša bila je dijete Radoslava Hlapena. Ovo su Jovanova djeca:
- Konstantin
- Mihajlo
- Dimitrije
- Jelena Paleolog
- Asanina